# Škoda 418
Škoda 418 Popular − mały, czteromiejscowy samochód z silnikiem o pojemności 903 cm³ i mocy 18 KM produkowany w latach 1934–1937. Dostępny był w czterech dwudrzwiowy wersjach nadwoziowych: sedan, kabriolet, roadster lub dostawczej. Karoseria osadzona była na ramie nośnej. Wszystkie cztery koła były od siebie niezależnie zawieszone. Ogółem wyprodukowano 200 egzemplarzy tych samochodów.

## Szczegółowe dane techniczne
- Silnik
  - Pojemność skokowa: 903 cm³
  - Średnica cylindra x skok tłoka: 65 x 68 mm
  - Stopień sprężania: 6,0
  - Moc maksymalna:
  - Maks. moment obrotowy:
- Wymiary i ciężary
  - Rozstaw osi: 2300 mm
  - Rozstaw kół przód/tył: 1050/1050 mm
  - DMC: 650 kg
- Osiągi
  - Prędkość maksymalna: 80 km/h